# Товкачове (заказник)
Товкачове — загальнозоологічний заказник місцевого значення. Об'єкт розташований на території Овруцького району Житомирської області, ДП «Овруцьке лісове господарство», Овруцьке лісництво, квартали 4, 5; Прилуцьке лісництво, квартали 70, 71, 76 (вид. 1—34, 36—47, 49—53).
Площа — 629 га, статус отриманий у 2009 році.